# یاسمین کاماچو-کوئین
یاسمین کاماچو-کوئین (اسپانیایی: Jasmine Camacho-Quinn‎؛ زادهٔ ۲۱ اوت ۱۹۹۶) دونده سرعت اهل پورتوریکو-ایالات متحده آمریکا است.